# Jan de Rooy (rallycoureur)

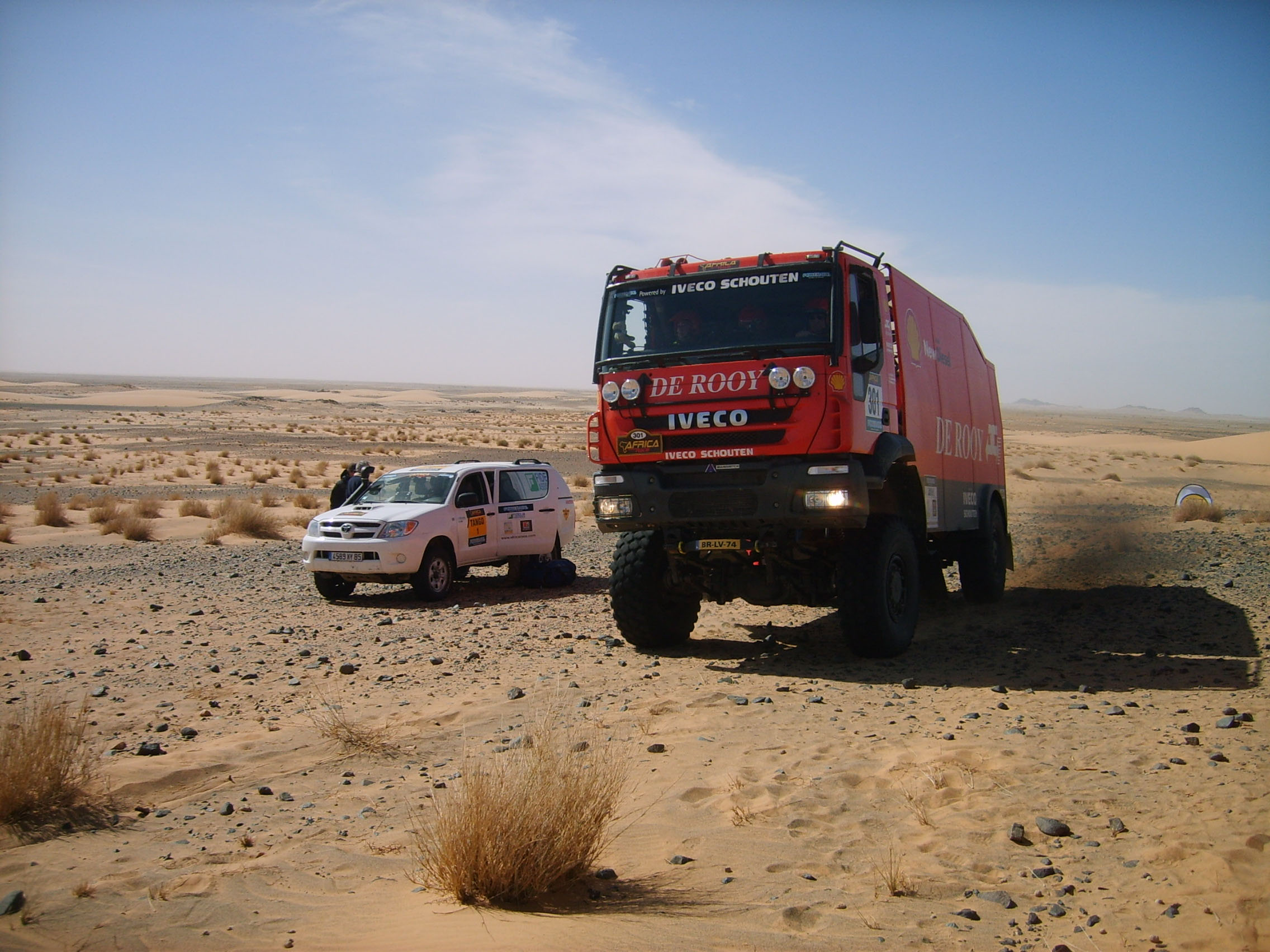
Iveco Trakker van Jan de Rooy tijdens de Africa Race in 2009

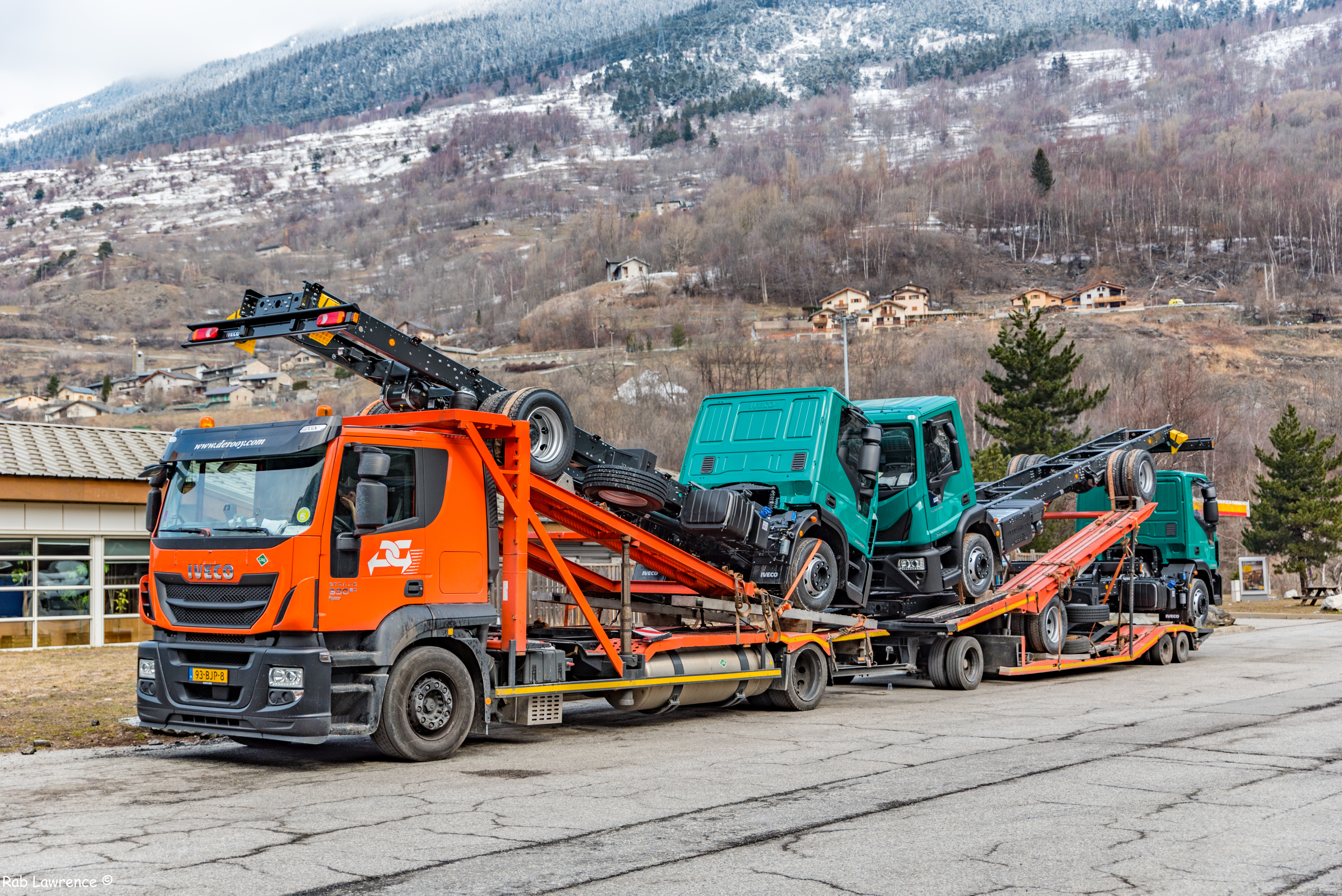
Vrachtwagen van zijn bedrijf De Rooy Transport in Modane in 2018

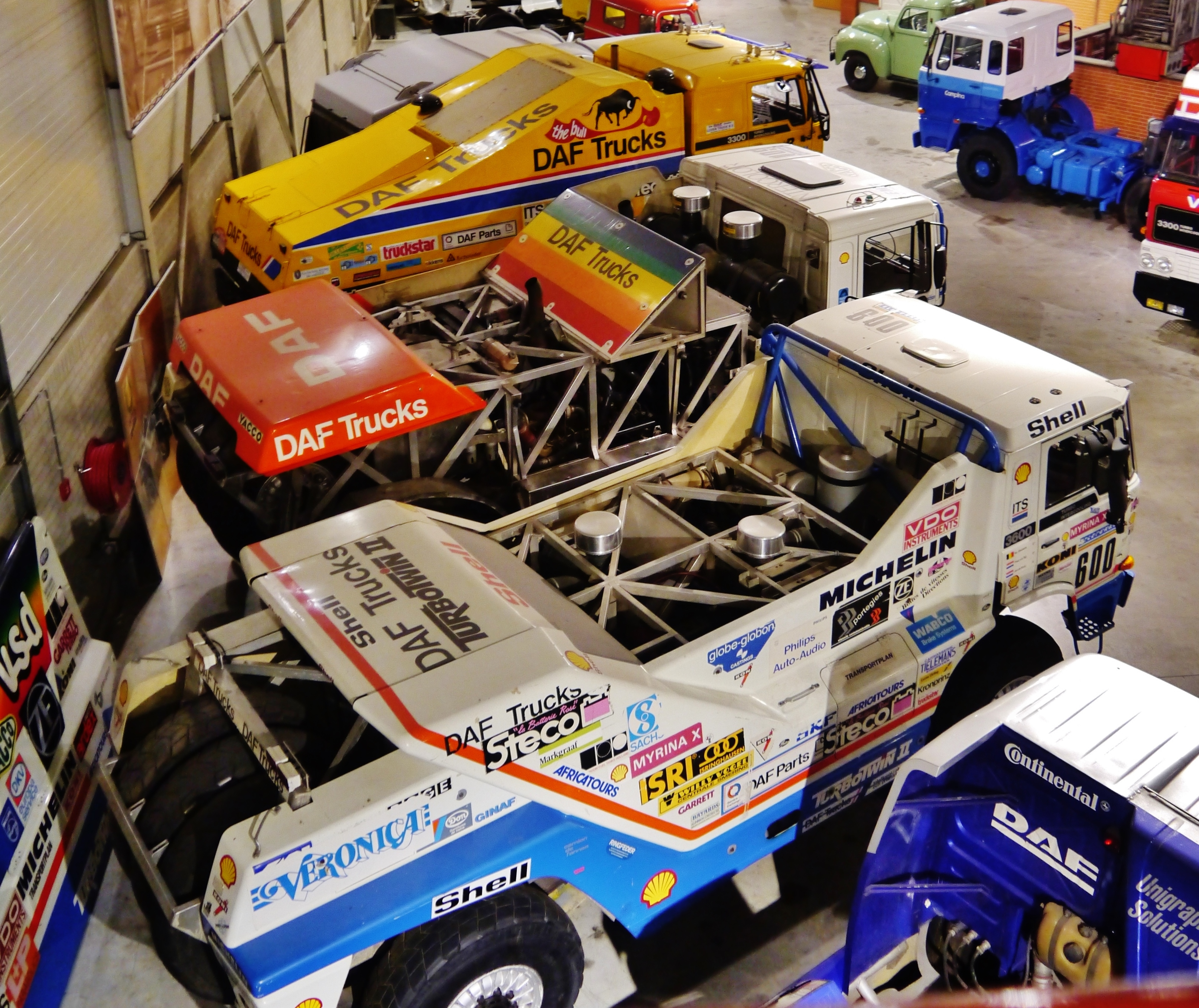
Drie trucks van Jan de Rooy van bovenaf gezien in het DAF Museum

Johannes (Jan) de Rooy (Eindhoven, 19 februari 1943 – Middelbeers, 30 januari 2024) was een Nederlands rallycoureur. Hij geniet vooral bekendheid door zijn deelname aan de rally Paris-Dakar en daarvoor aan de rallycross. Zijn bijnaam in de rallycross is Ome Jan, in de Dakar noemt men hem L'ours (De Beer). De Rooy was getrouwd met Annie († 22 oktober 2010), en kreeg drie kinderen. Samen met zijn oudere broer Harry de Rooy (oprichter en voormalig eigenaar van De Rooy Logistics in Geldrop), die ook een bekende rallycrosscoureur was, was hij de mede-oprichter en voormalig eigenaar van het transportbedrijf G.M. De Rooy & Zonen in Son en Breugel. Zijn zoon Gerard de Rooy, die ook rallyraidcoureur is, heeft het bedrijf overgenomen.

## Rallycross
De Rooy, die als tiener reeds bij motorcross-wedstrijden actief was, werd in de jaren 1969 tot en met 1982 internationaal bekend door zijn deelname aan de rallycross. Na zijn eerste wedstrijd, in 1969 met een Mini Cooper in Elst, deed hij dit met verschillende modellen van het merk DAF, later met een Toyota Corolla, een Ford Escort RS1800 en een Audi Quattro. Zijn DAF 555 Coupé 4WD (de derde 5 stond voor de Groep 5 volgens het FIA reglement) had een groot voordeel: de F3-Sport-Variomatic in combinatie met een eenvoudig 4×4-systeem. In 1971 won De Rooy met "het bultje" (555 Coupé 4WD met Gordini motor) alle zes kampioenschapswedstrijden en in 1972 waren de nu meer dan 200 pk sterke Camel-DAF's (inmiddels met Ford BDA-motoren uitgerust) van Jan en zijn broer Harry alweer bijna onverslaanbaar.

### Rallycross-Palmares
- Nederlands Internationaal Rallycross Kampioen 1970, 1971 (1970 en 1971 ook Nationaal Kampioen), 1972, 1973 en 1979
- Winnaar Nederlandse Nationale Rallycross Beker voor rijders met internationale licentie 1980
- 1973: 4e algemeen Embassy Rallycross EK met DAF 55 Coupé (met Ford BDA-motor)
- 1974: 5e algemeen Embassy Rallycross EK met DAF 55 Coupé en DAF 66M (elk met Ford BDA-motor)
- 1979: 2e algemeen FIA Rallycross EK (Touring Cars) met Ford Escort RS1800
- 1982: 3e algemeen FIA Rallycross EK (Division 2) met Audi Quattro

## Parijs-Dakar tot 1988
Vanaf 1982 deed De Rooy mee aan de rallyraid Paris-Dakar. Zijn eerste deelname met DAF werd gelijk beloond met een overwinning in zijn klasse. DAF zette steeds sterkere trucks in en werd steeds sneller.
In 1984 werd een truck met de dubbele cabine ingezet. De truck was niet uitgerust met twee cabines om achteruit mee te kunnen rijden, maar om elke as aan te drijven door zijn eigen motor. Deze truck viel uit, maar liet wel de weg zien waar DAF heen ging.
In 1986 kwam de eerste van een serie Turbotwins uit. Niet alleen werden de trucks uitgerust met twee motoren met op beide ook een turbo. Resultaat was dat De Rooy de rally zou winnen, maar hij werd gediskwalificeerd. Het jaar erop, in 1987, legt hij met de TurboTwin II wel beslag op het vrachtwagenklassement van de Dakar-rally met een voorsprong van meer dan 14 uur op de nummer 2 en werd hij elfde overall tussen de auto's en motoren.
Toen in 1988 een volledig nieuwe TurboTwin uitkwam, wilde DAF meer dan alleen maar winnen en zette het twee trucks in, de X1 en X2. De X1 was goed voor 1220 pk (elke as had een eigen motor met 610 pk) en een topsnelheid van 220 km/h. De Rooy reed dat jaar af en toe sneller dan de auto's (beroemd zijn de beelden waar Ari Vatanen in zijn Peugeot 405 T-16 de DAF truck van de Rooy niet kan bijhouden) en stond zelfs op een gegeven moment derde in het totaalklassement. Het noodlot sloeg echter toe: de tweede DAF-truck, met aan het stuur Van de Rijt, sloeg over de kop en de navigator Kees van Loevezijn werd met stoel en al uit de truck geslingerd en lag zo'n 80 meter van de truck vandaan. Hij overleed ter plaatse aan zijn verwondingen. DAF trok zich terug uit de rallysport.

## 2002-2007
Maar het bloed kruipt waar het niet gaan kan, en na aanhoudend aandringen van zijn zoon Gerard begon De Rooy in 2002 weer aan het avontuur in "de zandbak". De De Rooys dongen de jaren erop (met vader en zoon in verschillende auto's) alweer mee naar de podiumklasseringen. Voor de editie 2006 werd De Rooy de start geweigerd; de truck zou niet voldoen aan de voorschriften. Om soortgelijke problemen in 2007 te voorkomen, startte het team De Rooy met Ginaf. De Ederveense constructeur van speciale voertuigen bouwde namelijk jaarlijks genoeg 4×4-voertuigen om zonder problemen gehomologeerd te worden. Ondanks zorgvuldige voorbereiding, vielen beide De Rooys uit in "Le Dakar" 2007.

## 2008/2009
In 2008 stond De Rooy weer aan de start. De reglementen waren veranderd, waardoor teams zelf een chassis en motor konden kiezen. De Rooy koos voor het rijden met Ginaf-trucks met Iveco-motoren. Het Nederlandse bedrijf Iveco Schouten leverde de motoren. De rally werd voortijdig afgelast in verband met een terreurdreiging.
Eind 2008, begin 2009 namen De Rooy en Hans Bekx samen in één team aan de Africa Race deel. De Rooy startte met de Iveco Trakker 4×4, waarmee Gerard de Rooy de Transoriëntale Rally had gereden. De Rooy behaalde de eerste plaats bij de trucks en een zesde plaats in het algemeen klassement. In het algemeen klassement stonden drie motoren, drie auto's en vier trucks in de top 10, waarbij het onderlinge verschil iets meer dan 15 minuten bedroeg.
Op 5 september 2009 startte De Rooy in de Silk Way Rally als back-up voor Gerard de Rooy. Ook nu startte De Rooy met de Iveco Trakker 4×4. Deze rally ging van Kazan-Rusland via Kazachstan naar Asjchabad-Turkmenistan, waar deze op 13 september 2009 eindigde. De Rooy behaalde een negende plaats algemeen.
Op 13 oktober 2009 besloot De Rooy definitief met rallyrijden te stoppen. De transportondernemer vond dat hij het tegenover zijn werknemers niet kon maken er in financieel moeilijke tijden zo'n dure hobby op na te houden.
In het DAF Museum in Eindhoven staat een aantal trucks waarmee De Rooy de rally Paris-Dakar heeft gereden.

## Boek over De Rooy
In mei 2010 werd Jan de Rooy: Hart van zand (ISBN 978-9077740583) van Natascha Kayser bij Boekenmakers uitgegeven.

## De Rooy als stripheld
De Rooy heeft ook een kleine rol in een stripboek van Jean Gratons Michel Vaillant.

## Palmares De Rooy aanRally Raids

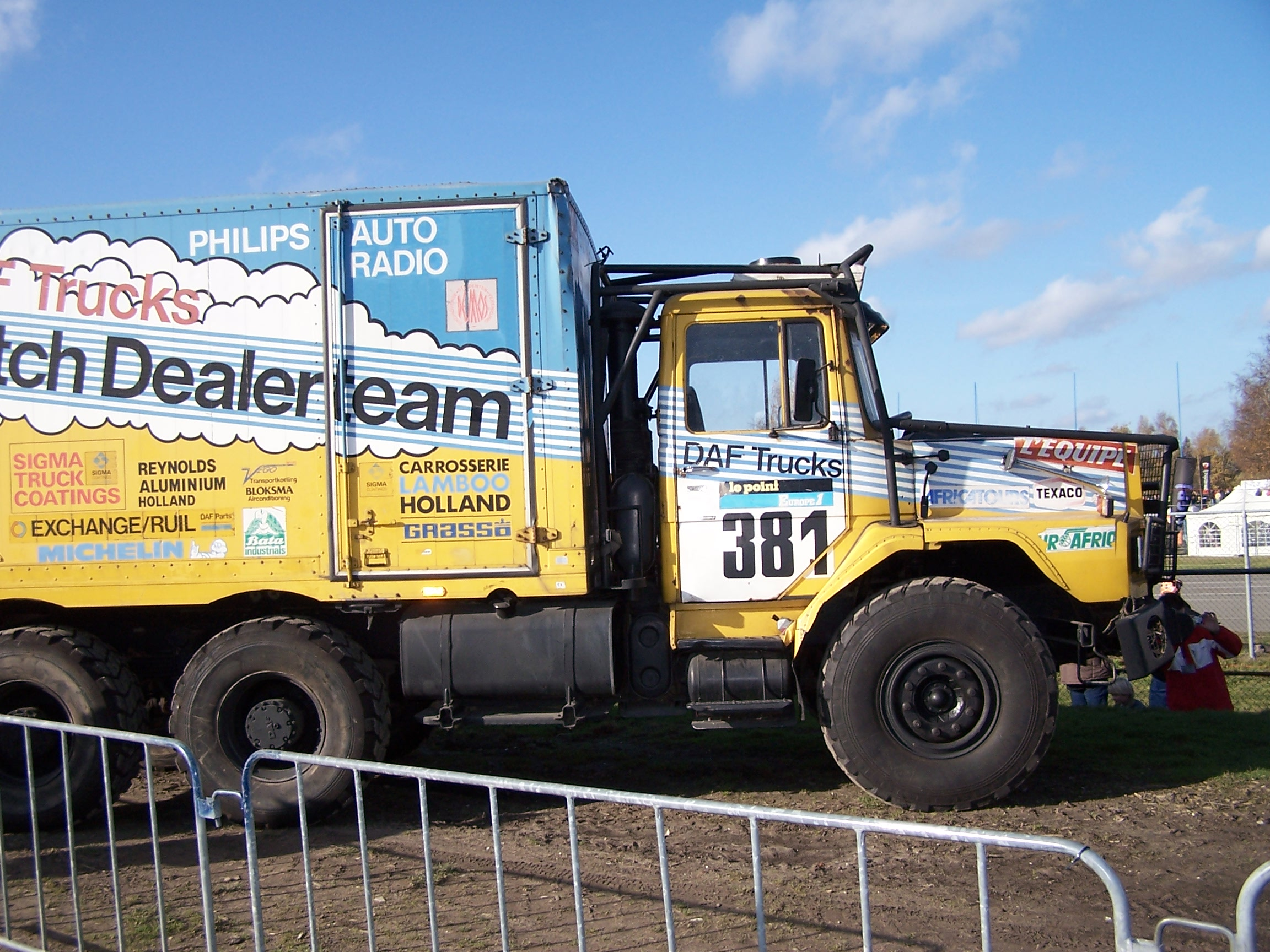
DAF "De Neus" Dakar 1982
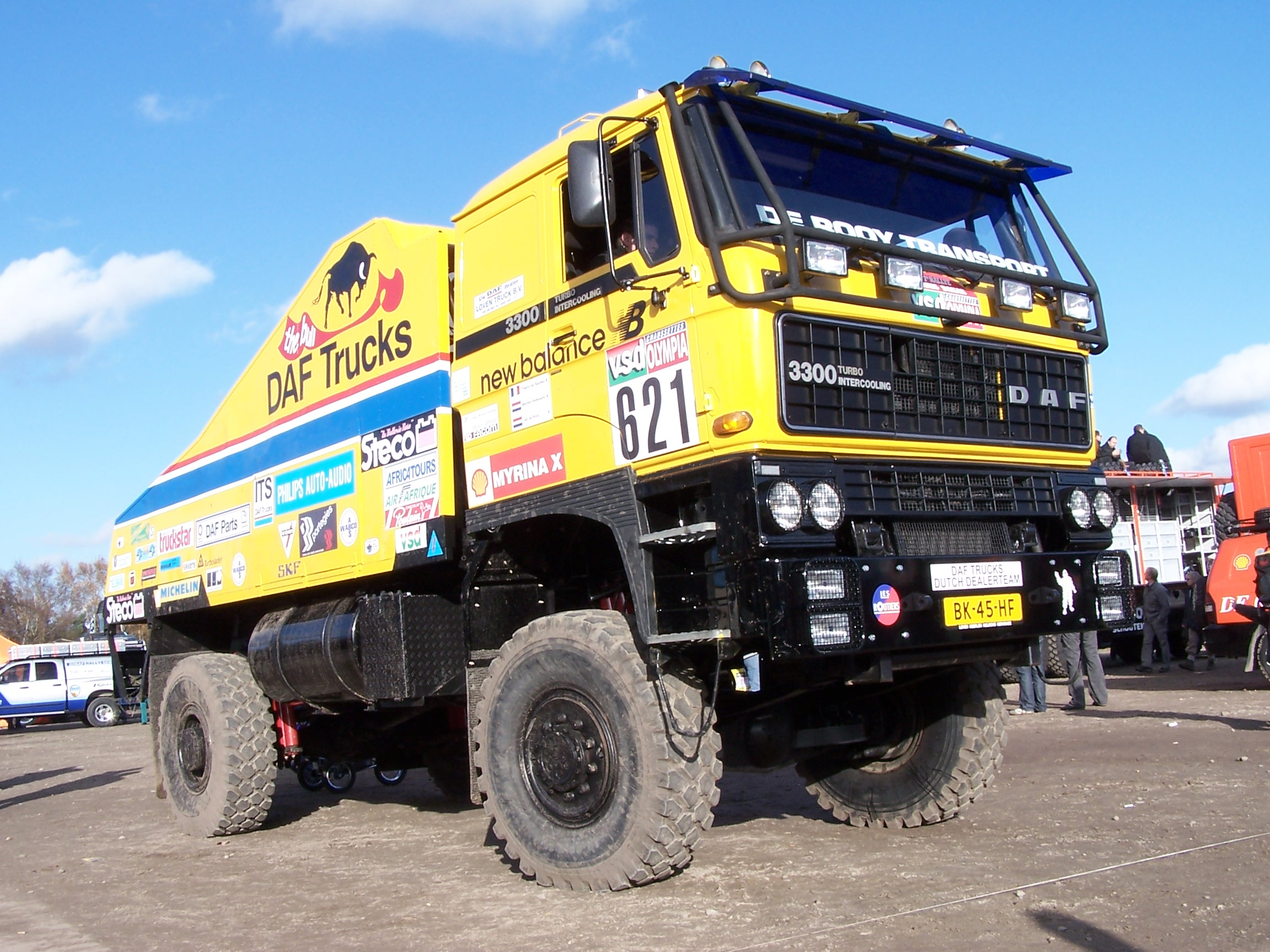
DAF "The Bull" Dakar 1985
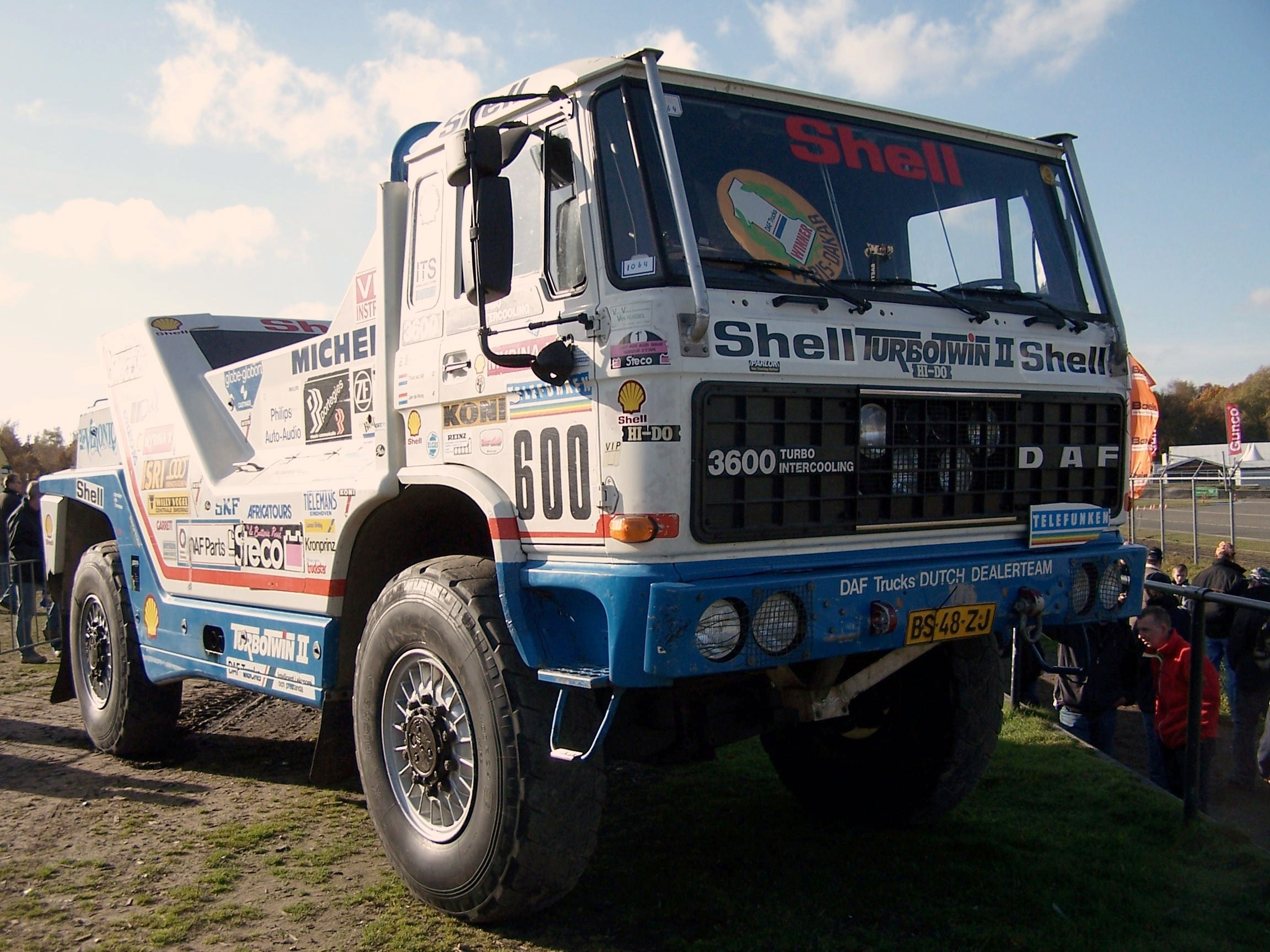
DAF TurboTwin II Dakar 1987
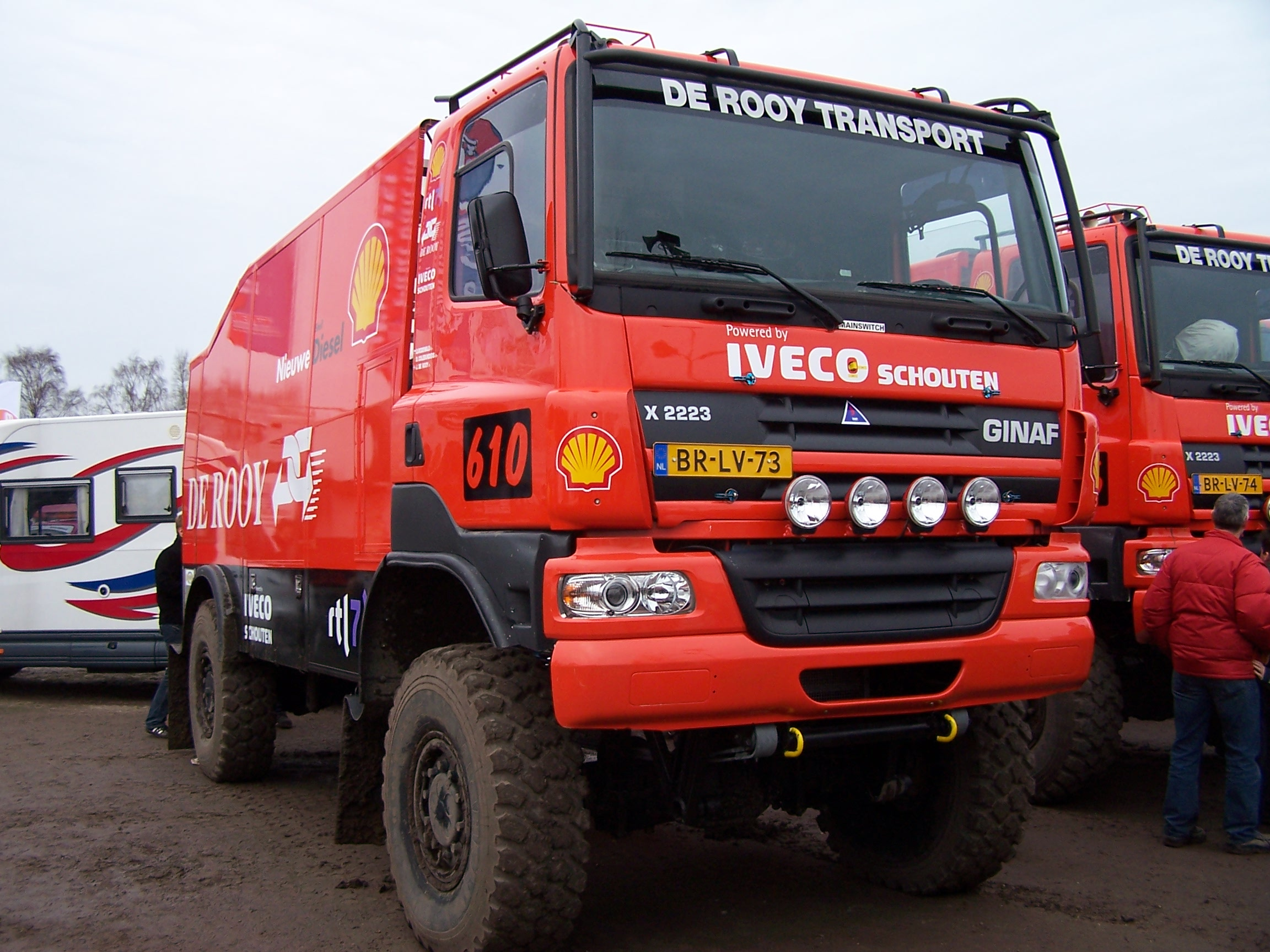
Ginaf X2223 Dakar 2008

| 1982                                 | Paris-Dakar Parijs - Algiers - Dakar        | 381          | Team De Rooy Transport | DAF NTT2800 "De Neus"              | 67e plaats (samen met de auto's)                                    | --h--'--"(10000/5963)    |  |  |  |
| 1983                                 | Paris-Dakar Parijs - Algiers - Dakar        | 342          | Team De Rooy Transport | DAF FA3300 4x4 "De Koffer"         | 34e plaats (samen met de auto's)                                    | --h--'--'(12000/5210)    |  |  |  |
| 1984                                 | Paris-Dakar Parijs - Algiers - Dakar        | 521          | Team De Rooy Transport | DAF F3300 4x4 "Tweekoppig Monster" | uitgevallen                                                         | --h--'--"(12000/5882)    |  |  |  |
| 1985                                 | Paris-Dakar Parijs - Algiers - Dakar        | 621          | Team De Rooy Transport | DAF F3300 4x4 "The Bull"           | 2e plaats                                                           | --h--'--"(14000/7470)    |  |  |  |
| 1986                                 | Paris-Dakar Parijs - Algiers - Dakar        | 601          | Team De Rooy Transport | DAF FAV 3600 4x4 TurboTwin         | uitgevallen in etappe 15                                            | --h--'--"(15000/7731)    |  |  |  |
| 1987                                 | Paris-Dakar Parijs - Algiers - Dakar        | 600          | Team De Rooy Transport | DAF FAV 3600 4x4 TurboTwin II      | 1e plaats (11e samen met de auto's)                                 | --h--'--"(13000/8315)    |  |  |  |
| 1988                                 | Paris-Dakar Parijs - Algiers - Dakar        | 600          | Team De Rooy Transport | DAF TurboTwin 95 X1                | teruggetrokken uit rally wegens dodelijk ongeval Kees van Loevezijn | --h--'--"(12874/6605)    |  |  |  |
|                                      |                                             |              |                        |                                    |                                                                     |                          |  |  |  |
| 2002                                 | Le Dakar Arras - Madrid - Dakar             | 410          | Team Jan de Rooy       | DAF FAV CF85 4x4                   | 6e plaats                                                           | 79h42'65"(9436/6486)     |  |  |  |
| 2003                                 | Le Dakar Marseille - Sharm el Sheikh        | 409          | Team Gauloises/De Rooy | DAF FAV CF85 4x4                   | 4e plaats                                                           | 64'h15'29"(8552/5216)    |  |  |  |
| 2004                                 | Le Dakar Clermont-Ferrand - Dakar           | 411          | Team Gauloises/De Rooy | DAF FAV CF75 4x4                   | uitgevallen in etappe 8                                             | 00h00'00"(9505,5/3645,5) |  |  |  |
| 2005                                 | Le Dakar Barcelona - Dakar                  | 521          | Team Gauloises/De Rooy | DAF FAV CF75 4x4                   | 6e plaats                                                           | 78h51'38"(9039/5433)     |  |  |  |
| 2006                                 | Le Dakar Lissabon - Dakar                   | 506          | Team Gauloises/De Rooy | DAF FAV CF75 4x4                   | start geweigerd wegens problemen met FIA homologatie van de truck   | 00h00'00"(9043/4813)     |  |  |  |
| 2007                                 | Le Dakar Lissabon - Dakar                   | 502          | Team Gauloises/De Rooy | Ginaf X 2222 4x4                   | uitgevallen in etappe 5                                             | 00h00'00"(7915/4309)     |  |  |  |
| 2008                                 | Le Dakar Lissabon - Dakar                   | 610          | Team De Rooy           | Ginaf X 2223 4x4                   | rally afgelast vanwege terreurdreiging                              | 00h00'00"(9273/5736)     |  |  |  |
| Africa Race Nador- Chinguetti- Dakar | 301                                         | Team De Rooy | Iveco Trakker 4x4      | 1e plaats                          | 50h51'14"(7275/3840)                                                |                          |  |  |  |
| 2009                                 | Silk Way Rally Kazan - Jañaözen - Asjchabad | 205          | Team De Rooy           | Iveco Trakker 4x4                  | 9e plaats                                                           | 35h05'29"(4627/2621)     |  |  |  |